# Jillian Harris
Jillian Harris (Peace River, 30 dicembre 1979) è un personaggio televisivo e arredatrice d'interni canadese.
È nota al grande pubblico per le sue apparizioni nelle serie televisive The Bachelorette, The Bachelorette Canada, Prendere o lasciare Vancouver, Extreme Makeover: Home Edition, e Canada's Handyman Challenge.

## Carriera
Jillian inizia la sua carriera nel mondo del design degli interni lavorando in un negozio di articoli per la casa, Caban, che la spinge a offrire le prime consulenze d'arredo. Successivamente viene assunta da Scott Morrison, il cofondatore della catena canadese Cactus Club Cafe, per progettare l'arredo dei suoi ristoranti. La certificazione in progettazione d'interni ottenuta presso il The British Columbia Institute of Technology le consente di essere formalmente riconosciuta come arredatrice d'interni. Viene poi riassunta da Morrison come progettista per la sua nuova catena di ristoranti Browns Socialhouse.
Agli inizi del 2009 Jillian è una concorrente della tredicesima stagione del programma televisivo americano The Bachelorette, dove gareggia contro ventiquattro donne per conquistare Jason Mesnick, classificandosi in seconda posizione. Sempre nello stesso anno viene selezionata per essere la protagonista di The Bachelorette, prima canadese ad aver partecipato al programma. Sceglie Ed Swiderski come vincitore della sua stagione. I due si fidanzano per poi chiudere la relazione.
Nel 2010 lavora come designer per Extreme Makeover: Home Edition.
Nel 2011 appare nel programma Calgary Home+Design Show. Nello stesso anno conduce la prima stagione del programma canadese Canada's Handyman Challenge, andato in onda nel 2012.
A partire dal 2013, Jillian appare nella serie TV canadese Prendere o lasciare Vancouver. L'arredatrice dello show gareggia contro l'agente immobiliare Todd Talbot, riprogettando gli interni di una casa esistente con la speranza che la famiglia decida di continuare ad abitarla anziché rivenderla. Il programma è stato trasmesso per quattro stagioni.
Jillian gestisce il suo marchio di arredamento d'interni e nel luglio 2013 ha lanciato il sito Charlie Ford Vintage. Ha chiuso l'attività nel 2014.
Nel 2016 fa un'apparizione nella prima stagione di The Bachelorette Canada.
Nel 2017 Jillian e il suo fidanzato hanno recitato nel quarto episodio della loro serie, Jillian and Justin, trasmessa a giugno su W Network in Canada.

## Vita privata
Harris è originaria di Peace River, Alberta. Prima di trasferirsi nella sua attuale residenza a Kelowna, British Columbia, ha vissuto per un lungo periodo a Vancouver.
Nel 2009 inizia una relazione con Ed Swiderski, da lei scelto come vincitore nella quindicesima edizione di The Bachelorette. La relazione finisce nel 2010.
Il 5 agosto 2016 nasce il suo primo figlio, chiamato Leo. Il giorno di Natale dello stesso anno, attraverso i social media, ufficializza la relazione con Justin Pasutto.
Nel 2018 partorisce una seconda figlia, Annie.